# Geiner Mosquera
Geiner Alonso Mosquera Becerra, né le 8 janvier 1984 à Chigorodó, est un athlète colombien, spécialiste du 400 mètres.

## Biographie
En 2008, Geiner Mosquera remporte le 400 mètres lors des Championnats ibéro-américains à Iquique, avec un temps de 46 s 63. Il participe au 400 mètres aux Jeux olympiques de Pékin, mais il est éliminé dès les séries (46 s 59).

### Palmarès
| Date | Compétition                    | Lieu         | Résultat | Épreuve   | Performance   |
| ---- | ------------------------------ | ------------ | -------- | --------- | ------------- |
| 2006 | Championnats d'Amérique du Sud | Tunja        | 2e       | 4 x 400 m | 3 min 06 s 49 |
| 2008 | Championnats ibéro-américains  | Iquique      | 1er      | 400 m     | 46 s 63       |
| 2009 | Championnats d'Amérique du Sud | Lima         | 2e       | 400 m     | 46 s 28       |
| 2009 | Championnats d'Amérique du Sud | Lima         | 1er      | 4 x 100 m | 39 s 41       |
| 2009 | Championnats d'Amérique du Sud | Lima         | 1er      | 4 x 400 m | 3 min 06 s 22 |
| 2011 | Championnats d'Amérique du Sud | Buenos Aires | 2e       | 400 m     | 47 s 19       |
| 2011 | Championnats d'Amérique du Sud | Buenos Aires | 2e       | 4 x 100 m | 39 s 88       |
| 2011 | Championnats d'Amérique du Sud | Buenos Aires | 2e       | 4 x 400 m | 3 min 09 s 67 |

### Records
| Épreuve    | Performance | Lieu     | Date          |
| ---------- | ----------- | -------- | ------------- |
| 200 mètres | 20 s 76     | Mayagüez | 16 avril 2010 |
| 400 mètres | 45 s 86     | Cali     | 7 juin 2009   |